# Thomas Périlleux
Pour les articles homonymes, voir Périlleux.
Thomas Périlleux est un sociologue et universitaire belge. Il est professeur de sociologie clinique du travail et des organisations à l'Université catholique de Louvain et chercheur au CriDIS (Centre de recherches interdisciplinaires Démocratie, Institutions, Subjectivité. Membre affilié de l’Association freudienne de Belgique, il intervient en clinique du travail à Liège et à Namur

## Biographie
Thomas Périlleux obtient une licence de sociologie et un diplôme d’administration des entreprises à l'UCLouvain. Il soutient en 1997 une thèse de doctorat intitulée Le travail des épreuves : dispositifs de production et formes de souffrance dans une entreprise industrielle, sous la direction de Luc Boltanski à l'École des hautes études en sciences sociales. La thèse qui porte sur les transformations d’une grande entreprise industrielle et leurs incidences subjectives, place le concept d’épreuve au cœur de son cadre analytique. 
La suite de son parcours l’oriente vers la pratique clinique, au carrefour de la sociologie et de la psychanalyse. Ses thèmes de recherche concernent les conditions d’une clinique du travail, les métiers de la relation, les liens entre travail et folie, l’épistémologie des sciences humaines cliniques, et les démarches artistiques en recherche et en formation. Il est professeur à la Louvain School of Management de l'UCLouvain et chercheur au CriDIS (Centre de recherches interdisciplinaires Démocratie, Institutions, Subjectivité). Il est membre adhérant de l'Association freudienne de Belgique.
Intervenant dans des consultations ouvertes à des personnes en difficulté professionnelle, au CITES à Liège, et en privé à Namur, il aborde la souffrance au travail en cherchant à décrypter les liens entre les « pathologies du travail » et les contraintes productives,. Il s’intéresse notamment au « burn-out » qui représente un « épuisement professionnel » voire un « effondrement », « comme si le socle sur lequel s'appuyait la personne s'est effondré ». Portant un intérêt particulier à la parole adressée ou empêchée sur le lieu de travail, il soutient une option clinique qui marche sur deux jambes, l’une thérapeutique et l’autre politique.

## Distinctions et prix
Il est lauréat du prix « Penser le travail 2024 » (Le Monde et Sciences Po) pour son ouvrage Le Travail à vif. Souffrances professionnelles, consulter pour quoi ?,.

## Publications

### En tant qu'auteur
- Les Tensions de la flexibilité L'épreuve du travail contemporain, Desclée de Brouwer, 2001, 221 p. (ISBN 2-220-04881-0)[13].
- Le Travail à vif. Souffrances professionnelles, consulter pour quoi ?, Erès, 2023,  (ISBN 274927852X), 273 p.[14],[15].

### Direction d'ouvrages
- avec John Cultiaux, Destins politiques de la souffrance : Intervention sociale, justice, travail, Érès, 2009, 216 p. (ISBN 9782749211367, lire en ligne).
- avec Mireille Cifali, Les métiers de la relation malmenés. Répliques cliniques, L'Harmattan, 2012[16].
- avec Mireille Cifali et Florence Giust-Desprairies, Processus de création et processus cliniques, PUF, 2015, 268 p.[17]
- avec Mireille Cifali et Sophie Grossmann, Présences du corps dans l’enseignement et la formation : Approches cliniques, L’Harmattan, coll. « Clinique & Changement social », 2018.
- avec Mireille Cifali et Florence Giust-Desprairies, L’accueil des affects et des émotions en formation et recherche : Approches cliniques, L’Harmattan, coll. « Clinique et Changement social », 2019.
- avec Mireille Cifali et Florence Giust-Desprairies, Démarches artistiques pour la recherche et la formation, L’Harmattan, coll. « Clinique et changement social », 2024.

### Articles et chapitres d'ouvrages
- « L’accueil du méconnaissable. Dispositifs de prise de parole en psychiatrie d’urgence », Recherches sociologiques et anthropologiques, n°46/1, 2015, p. 109-128.
- Avec J. Charles, « Prosperity in work », in I. Cassiers (dir.), Redefining Prosperity, London, Routledge, 2015, p. 74-93.
- Avec A.M. Mendes, «  O enigma dos sintomas : proposiçao para uma escuta psicanalitica e politica do sofrimento no trabalho », Revista Trivium. Estudos Interdisciplinares, VII/1, 2015, p. 61-73.
- « Pour une critique clinique », in Bruno Frère (dir.), Le tournant de la critique sociale, Paris, Desclée De Brouwer, 2015, p. 67-92.
- « Os poderes da palavra. Reflexões sobre o quadro em psiquiatria e clínica do trabalho », in K. Barbosa Macedo (dir.), O dialogo que transforma. A clínica psicodinámica do trabalho, Goiäna, Ed. da PUC Goias, 2015, p. 46-69.
- « Le cœur battant du travail relationnel. Métiers mis en danger, répliques cliniques », in M.C. Doucet, S. Viviers (dir.), Métiers de la relation. Nouvelles logiques et nouvelles épreuves du travail, Québec, Presses de l'Université Laval, coll. « Sociologies contemporaines », 2016, p. 125-141.
- « Malestar y sufrimiento en el trabajo: una comprensión institucional » , in J. Orejuela , V. Andrade, M. Villamizar (éds.), Piscologia de las organizaciones y del trabajo. Apuestas de investigacion II, Cali, Editorial Bonaventuriana, 2016, p. 111-125.
- « Paysages humains. Clinique de l’oppression, avec Tosquelles et Fanon », Concordia. Revue internationale de philosophie, no 72, 2017, p. 37-56.
- « Travail et gestion à l’abri des corps ? », in Mireille Cifali, Thomas Périlleux, Sophie Grossmann (dir.), Présences du corps dans l’enseignement et la formation. Approches cliniques, Paris, L’Harmattan, coll. « Clinique & changement social », 2018, p. 13-29.
- « Dispositif clinique », « Épreuve », « Pathologies du travail », in P. Fugier, A. Vandevelde (dir.), Dictionnaire de sociologie clinique, Paris, 2019, p. 202-204.
- Être désaffecté. Gestion des émotions et clinique du travail », in A. Jeantet, R. Bercot, A. Tcholakova, Émotions et travail, Paris, Octarès, 2020.
- « Sortir de la toile », in Mireille Cifali, Florence Giust-Desprairies, Thomas Périlleux (dir.), Démarches artistiques pour la recherche et la formation. Approche clinique, Paris, L’Harmattan, 2024, p. 29-44.